# Ghetto baby
Ghetto baby is een lied van de Nederlandse rappers Henkie T en JoeyAK. Het werd in 2022 als single uitgebracht.

## Achtergrond
Ghetto baby is geschreven door Henk Mando, Joël Hoop en Delaney Alberto en geproduceerd door Diquenza. Het is een nummer dat past in de genres nederhop en drillrap. In het lied rappen de artiesten over hun leven als succesvolle rapper in een getto. 
Het is niet de eerste keer dat de twee artiesten met elkaar samenwerken. Dit deden zij eerder op Snelle jongen dunne jasje en Zoveel tegenslagen.

## Hitnoteringen
De artiesten hadden bescheiden succes met het lied in Nederland. Het stond op de 57e plaats van de Single Top 100 in de enige week dat het in deze hitlijst te vinden was. De Top 40 en haar Tipparade werden niet bereikt.